# 구정 (중국)

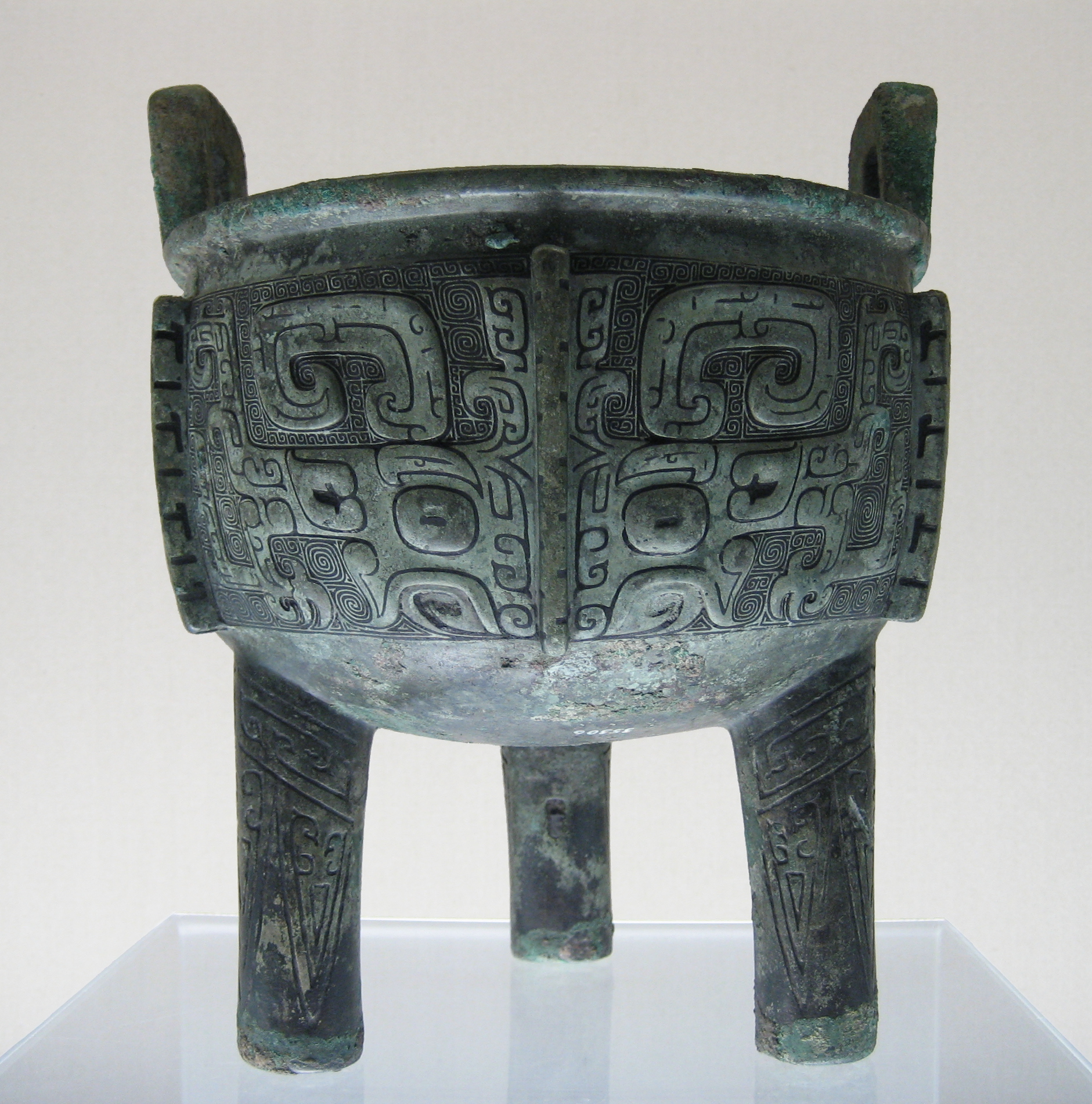
유정（상하이 박물관)

구정(九鼎)은 고대 중국의 왕권의 상징이다.
정은 냄비와 솥에 해당하는 고대 중국의 세 개의 발을 가진 금속 기구로 제기로서도 이용되었다. 전설에 의하면 하나라의 시조 우가 구주(중국 전역)에 명해 모은 청동을 가지고 주조한 것이라고 한다(사기·봉선서). 하의 마지막 왕, 걸왕이 상나라의 탕왕에게 멸해진 후에 상 왕실에, 주왕이 무왕에게 멸해지고 나서는 주 왕실의 소유가 되었다. 주의 성왕 즉위했을 때 주공 단은 구정을 낙읍(뤄양 시)으로 옮겨 이곳을 새 도읍으로 정했다고 한다(묵자·경주).
구정은 주 왕조 37대에 걸쳐서 보관 유지되었고 그것을 가지는 것이 즉 천자로 여겨졌다. 주가 진에게 멸해졌을 때 진은 이것을 가지고 가려고 했지만 혼란 중에 사수(泗水)의 바닥에 가라앉아 없어졌다고 한다. 진은 새롭게 옥새를 새겨 이것을 황제권의 상징으로 삼았다.
2006년, 베이징의 중국국가박물관은 베이징 국보 공예 연구원에 의뢰해 구정을 복원, 전시했다.